# Alberto, duque da Baviera
Alberto Leopoldo Fernando Miguel Duque da Baviera (3 de maio de 1905 — 8 de julho de 1996), Duque da Baviera, da Francônia e Suábia, Conde Palatino do Reno, foi o único filho sobrevivente do príncipe herdeiro Ruperto e de sua primeira esposa, a duquesa Maria Gabriela da Baviera. Seu avô paterno foi Luís III, o último rei da Baviera, deposto em 1918.
Sua família, a Casa de Wittelsbach, era contrária ao regime da Alemanha nazista, e Alberto levou a sua família para Sárvár, em Vas, Hungria, no ano de 1940. Em outubro de 1944, quando a Alemanha ocupou a Hungria, os Wittelsbach foram presos e aprisionados no campo de concentração de Sachsenhausen. Em abril de 1945, foram movidos para o campo de concentração de Dachau, onde foram libertados pelo exército norte-americano.
Alberto tornou-se o chefe da família real bávara com a morte de seu pai, em 2 de agosto de 1955. A partir dessa data passou igualmente o pretendente ao trono da Inglaterra e da Escócia pela linha jacobita.

## Casamentos e filhos
Em 1930, Alberto desposou a condessa Maria Francisca Juliana Joana Draskovich von Trakostjan (1904-1969), Maria era a descendente da infame condessa húngara Elisabeth Bathory. Eles tiveram quatro filhos:
- Maria Gabriela Antônia José, em 1931.
- Maria Carlota Juliana, (1931-2018). Gêmea da antecessora.
- Francisco, duque da Baviera, em 1933.
- Max Emanuel da Baviera, em 1937.

Em 1971, Alberto casou-se com a condessa Maria-Jenke Clara Clementina Antônia Estefânia Walburga Paula Keglevich von Buzin (1921-1983), com quem não teve filhos.